# Клан Макларен

Емблема (хрест) клану Макларен.

Герб вождів клану Макларен.

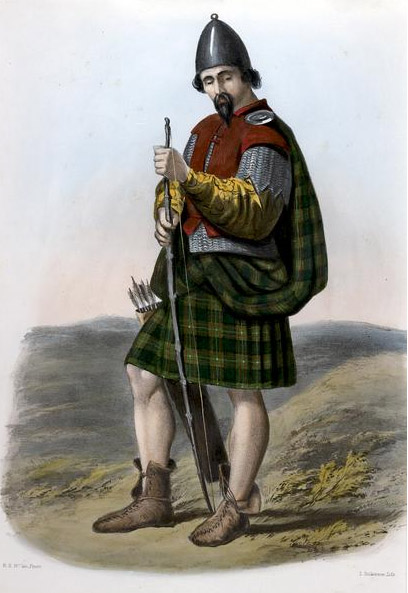
Чоловік клану Макларен у традиційному вбранні. Малюнок художника Р. Р. МакЯна. 1845 рік.

Клан Макларен — (шотл. — Clan MacLaren, шотл. гельск. — Clann mhic Labhrainn) — він же: Клан мік Лабрайнн — один з гірських шотландських кланів Гайленда. Клан володів землями на острові Тайрі (шотл. — Tiree), землями Балкухіддер (шотл. — Balquhidder), селами Лохернхед (шотл. — Lochearnhead) та Стратайр (шотл. — Strathyre), що ввійшли в історію як «Країна Макларен».

## Гасло клану
Крег ан Туйрк (назва однієї гори в Шотландії).

## Історія клану Макларен

### Походження
Є дві версії походження клану Макларен. Згідно однієї клан походить з графства Пертшир, згідно другої — з острова Тайрі, що в Аргайлі. Згідно другої версії клан походить від Фергуса МакЕрка (гельск. — Fergus MacErc) — короля, що заснував королівство Дал Ріада (Ірландія). Тобто клан має ірландське походження як і інші найдавніші шотландські клани. Давні назви цього клану клан мік Лабрайнн (ірл. — Clann mhic Labhrainn) та клан Лабруйн (ірл. — Clann Labhruinn). Але за іншою версією предком клану був Лоуренс — абат Ахтоу Балкухіддер (шотл. — Achtow Balquhidder), що жив у ХІІІ столітті. Абатство Балкухіддер було частиною давнього князівства Страхерн (шотл. — Strathern) — герб цього князівства зберігся в геральдиці клану Макларен. Це дозволяє припустити, що вожді клану Макларен походять від бічної гілки роду графів (ерлів) Стратерн (шотл. — Strathearn).

### XIV століття— війна за незалежність Шотландії
У 1296 році Англія захопила королівство Шотландія і змусила вождів шотландських кланів та шотландських аристократів присягнути на вірність англійському королю Едуарду І. Список вождів шотландських кланів, що склали цю присягу ввійшов в історію як манускрипт Рагман Роллс. У цьому списку ми знаходимо і людей з клану Макларен. Це Моріс Тайрі (шотл. — Maurice Tiree), Конан Балкухідер (шотл. — Conan Balquhidder), Леурін Ардвіч (шотл. — Leurin Ardveche). Під час війни за незалежність Шотландії клан Макларен підтримав Роберта Брюса — майбутнього короля незалежної Шотландії. У 1314 році клан взяв участь у битві під Баннокберном в армії Роберта Брюса під штандартами Маліза (шотл. — Malise) — графа Стратерн. У цій битві англійська армія була розгромлена. Граф Стратерн був позбавлений цього титулу у 1344 році і клан Макларен зазнав утисків від сильних сусідів.

### XV—XVI століття— війни кланів
Землі Балкухіддер перейшли у власність шотландської корони у 1490 році. Королівськими намісниками у цих землях були призначені Стюарти. У 1500 році король Шотландії Джеймс IV передав ці землі своїй коханці Джанет Кеннеді. Потім володарем цих земель став клан Маррей з Атолла.
Коли відбулись гоніння клану МакГрегор, клан Кемпбелл вигнав клан МакГрегор з його землі. Клан Макларен був в той час слабким кланом, тому не зміг чинити опір, і землі клану Макларен були розграбовані кланом МакГрегор. Клан Макларен звернувся до клану Кембелл з проханням про захист, але клан Кембелл висунув умову, що за цю послугу клан Макларен стане васалом клану Кемпбелл і фактично припинить своє існування як окремий незалежний клан. Але клан Макларен зберігся як окремий незалежний клан. Про це свідчать акти шотландського парламенту за 1587 та 1594 рік в яких клан Макларен входить до списку бунтівних кланів, які необхідно придушити.

### XVII століття— Громадянська війна на Британських островах
Під час громадянської війни шотландський клан Макларен підтримав роялістів — клан бився в лавах армії Джеймса Грема ,першого маркіза Монтроза, на підтримку короля Англії Карла I. Клан брав участь у битвах під Інверері (шотл. — Inveraray), під Інверлохі (1645 рік), під Олдерні, під Алфорд і під Кілсайт (шотл. — Kilsyth). У 1689 році клан Макларен знову бився за справу Стюартів, цього разу під проводом Джона Грема, 1-й віконта Данді в битві при Кіллікранкі (шотл. — Killiecrankie).

### XVIII століття— повстання Якобітів
У 1715 році в Шотландії спалахнуло повстання Якобітів за незалежність Шотландії. Клан Макларен підтримав повстання і взяв участь у битві під Шеріфмуйр (шотл. — Sheriffmuir) на боці повстанців. Повстання було придушене британськими військами. У 1745 році спалахнуло нове повстання Якобітів. Клан Макларен знову підтримав повстання. Клан взяв участь у битвах під Престонпанс (шотл. — Prestonpans) та під Фалкірк Мюр, де повстанці розбили британські війська. Потім клан взяв участь у битві під Каллоден у 1746 році в якій повстанці були розбиті. У цій битві клан Макларен воював в полку під командуванням лорда Джорджа Мюррея. Дональд Макларен був захоплений в полон в битві під Каллоден, але пізніше втік з полону. Він пішов у вигнання і повернувся до Шотландії після амністії 1757 року.

## Вожді клану Макларен
(Вказані роки життя).
Король Лорн Мор мак Ерк (гельск. — Lorn Mor mac Erc) — брат короля Фергуса Мора.
Муреах (гельск. — Muredach)
Еохайд (гельск. — Eochaidh)
Баедан (гельск. — Baedan)
Колуйм (Малкойм) (гельск. — Coluim (Malcolm)
Нехтан (гельск. — Nechtan)
Фергус (гельск. — Fergus)
Ферадах Фінн Вогненний (гельск. — Feradach Finn)
Ферахар Фода Високий (гельск. — Ferachar Foda)
Ферахар (гельск. — Fearachar)
Амбкеллах (гельск. — Ambcellach)
Дональд Донн Брунатний (гельск. — Donald Donn)
Дональд Оґ (гельск. — Donald Og)
Карлуса (гельск. — Carlusa)
Балтуйр (гельск. — Baltuir)
Доугалл (гельск. — Dougall) — очолював клан близько 950 року.
Філлех Мор Великий (гельск. — Finlaech Mor)
Фінлех Оґ (гельск. — Finlaech Og)
Філіп (гельск. — Philip)
Гілламіхел (гельск. — Gillamichael)
Кілхріст (гельск. — Cilchrist) — очолював клан близько 1100 року.
Дізіад (гельск. — Disiad) — перший граф (ерл) Страхерна.
Імайг (гельск. — Imaig)
Еоан (гельск. — Eoan)
Аед (гельск. — Aedh)
Абат Лабран Ахтоу (гельск. — Labhran Achtow) — засновник клану Лабран — близько 1250 року.
Балтуйр (гельск — Baltuir)
Еоан (гельск. — Eoan) — включений в список Рагман Ролл у 1296 році.
Дональд (гельск. — Donald)
Малколм (гельск. — Malcolm)
Джон брат Дональда та Аніхол Оґ (гельск. — John, Anichol Og) — близько 1400 року.
Далі були на чолі клану 4 вожді — імена невідомі.
Патрік Мор Великий (гельск. — Patrick Mor) — 1544 рік.
Нейл (гельск. — Neil) — 1573 рік.
Фінлей (гельск. — Finlay)
Джон — старший з Байрнсів Фіндлі МакНейлів.
Фінлей (гельск. — Finlay) — 1669 рік.
Дональд (гельск. — Donald) — 1687 рік.
Фінлей (гельск. — Finlay) — 1733 рік.
Малколм Ахтоу (гельск. — Malcolm Achtow) — 1734 рік.
Дональд Ахтоу (гельск. — Donald Achtow) — 1782—1811 роки.
Дональд Ахтоу (гельск. — Donald Achtow) — 1811—1892 роки.
Дональд Ахтоу (гельск. — Donald Achtow) — 1840—1913 роки.
Дункан Кіркок Балкухіддер (гельск. — Duncan Kirkton Balquhidder) — 1882—1926 роки.
Дональд (гельск. — Donald) — 1910—1966 роки.
Дональд (гельск. — Donald) — 1954 року народження — нинішній вождь клану Макларен.